# Tweevleksmalkop
De tweevleksmalkop (Panagaeus bipustulatus) is een keversoort uit de familie van de loopkevers (Carabidae). De wetenschappelijke naam van de soort werd in 1775 gepubliceerd door Johann Christian Fabricius.